# Бребень (Констанца)
Бребень, Бребені (рум. Brebeni) — село у повіті Констанца в Румунії. Входить до складу комуни Іон-Корвін.
Село розташоване на відстані 140 км на схід від Бухареста, 68 км на захід від Констанци, 149 км на південь від Галаца.

## Населення
За даними перепису населення 2002 року у селі проживали 22 особи.
Національний склад населення села:
| Національність | Кількість осіб | Відсоток |
| -------------- | -------------- | -------- |
| румуни         | 11             | 50,0%    |
| турки          | 11             | 50,0%    |

Рідною мовою назвали:
| Мова      | Кількість осіб | Відсоток |
| --------- | -------------- | -------- |
| румунська | 11             | 50,0%    |
| турецька  | 11             | 50,0%    |